# Herrarnas sabel vid olympiska sommarspelen 1996
Herrarnas sabel-tävling i de olympiska fäktningstävlingarna 1996 i Atlanta avgjordes den 21 juli 1996.

## Medaljörer
| Event         | Guld                       | Silver                | Brons              |
| Sabel, herrar | Stanislav Pozdnjakov (RUS) | Sergej Sjarikov (RUS) | Damien Touya (FRA) |

## Resultat
| Placering | Fäktare                | Land           |
| --------- | ---------------------- | -------------- |
| 1         | Stanislav Pozdnjakov   | Ryssland       |
| 2         | Sergej Sjarikov        | Ryssland       |
| 3         | Damien Touya           | Frankrike      |
| 4         | József Navarrete       | Ungern         |
| 5         | Felix Becker           | Tyskland       |
| 6         | Vadym Huttsait         | Ukraina        |
| 7         | Rafał Sznajder         | Polen          |
| 8         | Steffen Wiesinger      | Tyskland       |
| 9         | Grigorj Kirijenko      | Ryssland       |
| 10        | Tonhi Terenzi          | Italien        |
| 11        | Luigi Tarantino        | Italien        |
| 12        | Jean-Philippe Daurelle | Frankrike      |
| 13        | Franck Ducheix         | Frankrike      |
| 14        | Norbert Jaskot         | Polen          |
| 15        | Fernando Medina        | Spanien        |
| 16        | Vilmoş Szabo           | Rumänien       |
| 17        | Bence Szabó            | Ungern         |
| 18        | Csaba Köves            | Ungern         |
| 19        | Raffaelo Caserta       | Italien        |
| 20        | Florin Lupeică         | Rumänien       |
| 21        | Frank Bleckmann        | Tyskland       |
| 22        | Janusz Olech           | Polen          |
| 23        | Raúl Peinador          | Spanien        |
| 24        | Volodjmjr Kaliuzjnij   | Ukraina        |
| 25        | Mihai Covaliu          | Rumänien       |
| 26        | Antonio García         | Spanien        |
| 27        | James Williams         | Storbritannien |
| 28        | Peter Cox, Jr.         | USA            |
| 29        | Jean-Paul Banos        | Kanada         |
| 30        | Tony Plourde           | Kanada         |
| 31        | Jean-Marie Banos       | Kanada         |
| 32        | Yu Sang-Ju             | Sydkorea       |
| 33        | Seo Seong-Jun          | Sydkorea       |
| 34        | Tom Strzalkowski       | USA            |
| 35        | Yan Xiandong           | Kina           |
| 36        | Archil Lortkipanidze   | Georgien       |
| 37        | Peter Westbrook        | USA            |
| 38        | Lee Hyo-Geun           | Sydkorea       |
| 39        | Carlos Bravo           | Venezuela      |
| 40T       | Elxan Məmmədov         | Azerbajdzjan   |
| 40T       | Bruno Cornet           | Paraguay       |
| 40T       | Miguel Robles          | Bolivia        |
| 40T       | Raouf Salim Bernaoui   | Algeriet       |